# Abbé Makamba
Jean-Pierre Makamba wa Muzinga, mejor conocido con el nombre de Abbé Makamba, (10 de julio de 1953) es un sacerdote, compositor nacido en la República Democrática del Congo, entonces Congo Belga. Ordenado sacerdote en 1980, es presidente de la comisión litúrgica de la archidiócesis de Kinshasa y sacerdote decano del decanato Sta. Marta. Sacerdote artista, es un músico famoso, que ayuda a rezar con canciones. Es el fundador de los grupos religiosos Bana Mbila y Koko Mbila.

## Biografía

### Infancia
Jean-Pierre Makamba wa Muzinga nació el 10 de julio de 1953 en el Congo Belga.

### Carrera musical y religiosa

#### Juventud y comienzos musicales
Cuando estaba en la escuela primaria, siempre traía su guitarra y tocaba en coros. Comenzó a tocar música cristiana cuando fue a un seminario. Solo le molestaron los estudios que acabó terminando. Luego, en 1980, se convirtió en sacerdote en Kinshasa.

#### Carrera como sacerdote y líder de grupo
En la década de 1980, creó el grupo Bana Mbila, fue entonces cuando comenzó a escribir canciones como Popopo, Oh Nkembo, Fiko Fiko Fio, Notre Beau Métier. Todo realizado por el grupo. En 1993, como está escrito en el libro de 2001 de Martin Kalulambi Pongo, Transición y conflictos políticos en Congo-Kinshasa, escribió la canción revolucionaria "Popopo", que casi lo detuvo. Prohibido por el gobierno, el álbum que contiene 8 canciones sigue siendo un álbum emblemático de música cristiana en Zaire. El álbum conmemora el saqueo en febrero de 1992 en Zaire. El álbum le valió una amenaza de muerte del gobierno de Mobutu y de él mismo, Mobutu. Algunos miembros tuvieron que abandonar el grupo porque se casaron, pero eso no impidió que el grupo hiciera canciones porque el grupo está activo hasta hoy.

## Obras notables
- Popopo (1993)
- Non Violence (1993)
- Kanda Mopaya (1993)
- Nkembo O Likolo (2000)
- Nkembo Kuna Likolo (2000)
- Ndata Nsangu (2009)